# KkStB-Tenderreihe 29
Die kkStB-Tenderreihe 29 war eine Schlepptenderreihe der kkStB, deren Tender ursprünglich von der Österreichischen Nordwestbahn (ÖNWB) stammten.
Die Südnorddeutsche Verbindungsbahn (SNDVB) und die ÖNWB beschafften diese Tender für ihre Lokomotiven XIIa,b,c ab 1891.
Sie wurden von der Lokomotivfabrik Floridsdorf geliefert.
Nach der Verstaatlichung der ÖNWB ordnete die kkStB diese Tender als Reihe 29 ein und kuppelte sie weiterhin ausschließlich mit den Lokomotiven der Reihe 102 (ex ÖNWB XIIa,b,c).